# Carbonera, San Luis Potosí
Carbonera är en ort i Mexiko.   Den ligger i kommunen Matehuala och delstaten San Luis Potosí, i den centrala delen av landet, 500 km norr om huvudstaden Mexico City. Carbonera ligger 1 550 meter över havet och antalet invånare är 308.
Terrängen runt Carbonera är huvudsakligen platt, men åt nordost är den kuperad. Runt Carbonera är det ganska tätbefolkat, med 75 invånare per kvadratkilometer. Närmaste större samhälle är Matehuala, 7,1 km sydväst om Carbonera. Omgivningarna runt Carbonera är i huvudsak ett öppet busklandskap.